# Poio
Poio és un municipi de la província de Pontevedra a Galícia. Pertany a la Comarca de Pontevedra. Limita amb els municipis de Meis, Pontevedra i Sanxenxo.

## Demografia
| 1991   | 1996   | 2000   | 2001   | 2002   | 2003   | 2004   | 2005   | 2006   |
| ------ | ------ | ------ | ------ | ------ | ------ | ------ | ------ | ------ |
| 13.035 | 13.683 | 14.271 | 14.651 | 14.394 | 14.588 | 14.651 | 14.889 | 15.201 |

## Parròquies
- Combarro (San Roque)
- Poio (San Salvador)
- Poio (San Xoán)
- Raxó (San Gregorio)
- Samieira (Santa María)